# Echte Sumpfzypresse

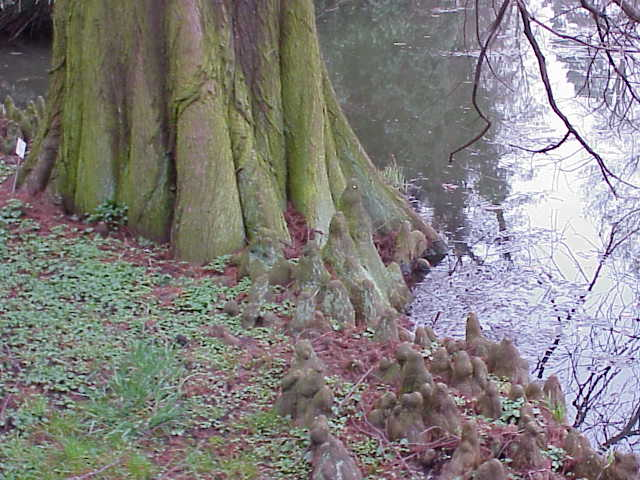
Taxodium distichum var. distichum, Sumpfzypresse am Wasser, mit Atemknien (Pneumatophoren)

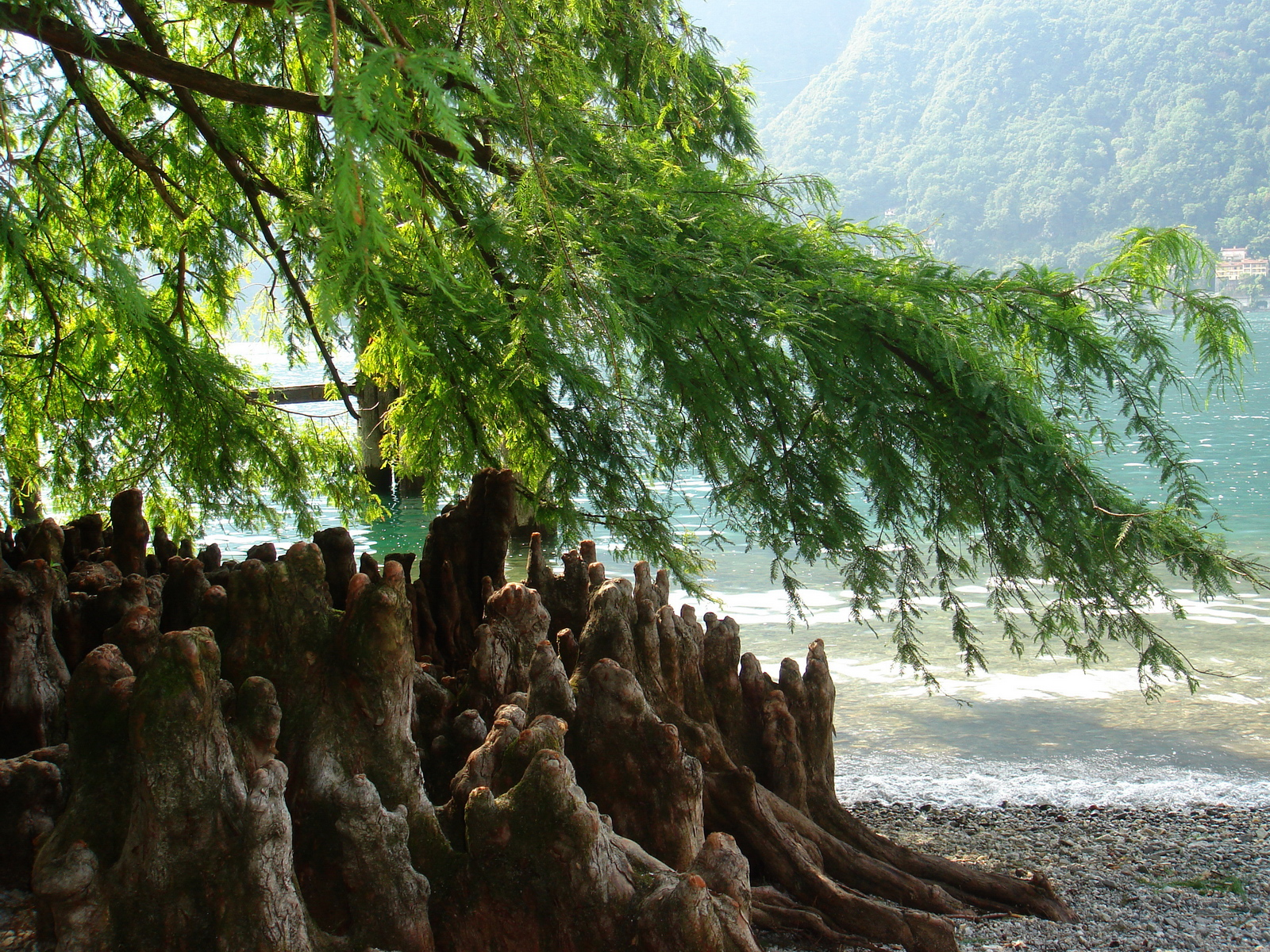
Taxodium distichum var. distichum mit ausgeprägtem Wurzelsystem (Pneumatophore)

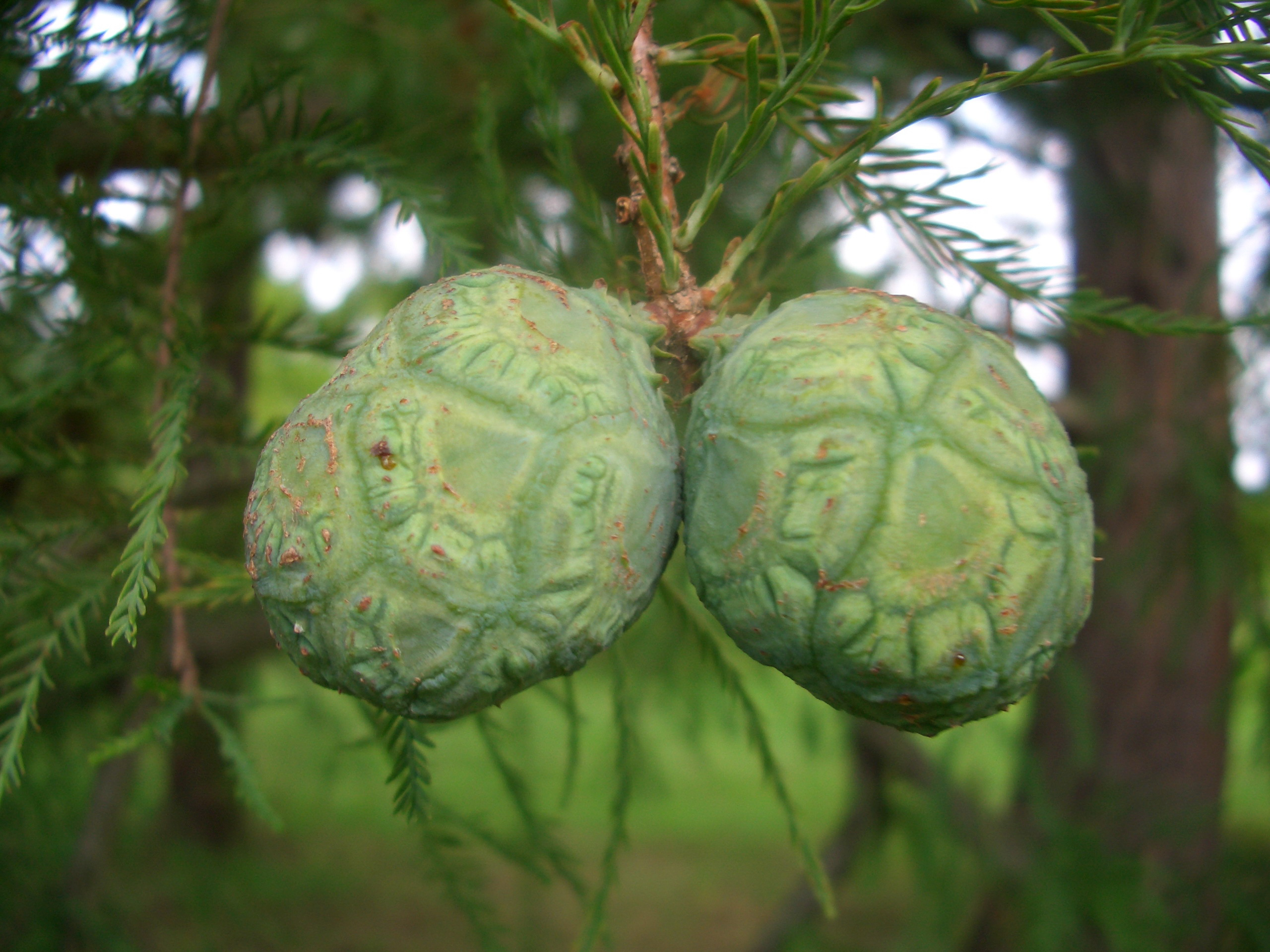
Junge Zapfen der Sumpfzypresse im Botanischen Garten Berlin

Die Echte Sumpfzypresse (Taxodium distichum), auch Sumpfeibe genannt, ist die bekanntere der zwei Pflanzenarten aus der Gattung der Sumpfzypressen, die zur Familie der Zypressengewächse (Cupressaceae) gehört. Sie umfasst zwei Varietäten, die vom äußeren Eindruck deutlich unterscheidbar sind und früher als zwei eigenständige Arten eingeordnet wurden. Die mit Abstand bekanntere Varietät Taxodium distichum var. distichum wird hier als Echte Sumpfzypresse beschrieben; die seltenere Varietät Taxodium distichum var. imbricarium hat den deutschen Namen Aufrechte Sumpfzypresse und wurde früher Taxodium ascendens genannt.

## Beschreibung
Die Echte Sumpfzypresse (Taxodium distichum var. distichum) ist ein sommergrüner Baum. Sie wirft im Herbst nicht nur ihre Nadelblätter ab, sondern sogar jeweils ganze Zweiglein. Die Echte Sumpfzypresse erreicht Wuchshöhen von bis über 42 Meter und einen Stammumfang bis über 10,5 m. Sie kann über tausend Jahre alt werden. Echte Sumpfzypressen wachsen ziemlich langsam, wobei selten mehr als 30 cm Jahreszuwachs beobachtbar sind.
Die Borke ist blass rötlichbraun und weist zahlreiche senkrechte oder schraubig verlaufende Furchen und Fasern auf. Die kegelförmige Baumkrone besitzt eine abgerundete Spitze. Der Austrieb beginnt sehr spät und zaghaft im Juni mit bläulichgrünen Jungtrieben. Die Nadelblätter stehen schraubig-zweizeilig an Langtrieben. Die Seitenzweige sind etwa 10 cm lang und tragen die etwa 80 bis 100 dünnen, etwa 10 mm langen und etwa 2 mm breiten wechselständigen Blätter. Beim Austrieb sind die Blätter frischgrün, später dunkeln sie deutlich nach und tragen auf der Unterseite jeweils zwei graue Bänder. Die benadelten Zweiglein werden etwa Ende Oktober abgeworfen und haben dann eine fuchsrote bis dunkelbraune Herbstfärbung.
Die Echte Sumpfzypresse ist einhäusig getrenntgeschlechtig (monözisch). Etwa 5 cm lange männliche Blütenstände stehen meist schon im Winter zu dritt bis viert an den Zweigspitzen zusammen, welche sich im März bis zur Länge von 8 bis 10 cm strecken und im April gelblich werden. Die kurz gestielten, etwa 3 cm langen, kugeligen Zapfen haben wenige Schuppen und einen Dorn in der Mitte und produzieren schmal geflügelte Samen.

## Systematik
Die Art Taxodium distichum hat zwei Varietäten:
- Taxodium distichum var. distichum, die Echte Sumpfzypresse.
- Aufrechte Sumpfzypresse (Taxodium distichum var. imbricarium (Nutt.) Croom, Syn.: Taxodium ascendens Brogn.)

Die beiden Varietäten unterscheiden sich deutlich in mehreren Merkmalen; typisch für die Aufrechte Sumpfzypresse sind die aufgerichteten Seitenzweige und die fast einen Monat früher austreibenden Blätter, die frischgrün bleiben, bei der Echten Sumpfzypresse dagegen im Jahresverlauf deutlich nachdunkeln.
Als mögliche dritte Varietät wird die Mexikanische Sumpfzypresse (Taxodium distichum var. mexicanum (Carrière) Gordon) angesehen, die jedoch von vielen Autoren auch als eigenständige Art Taxodium mucronatum Ten. beschrieben wird.

## Verbreitung
Das natürliche Areal von Taxodium distichum reicht in den USA von Delaware bis Texas, entlang des Mississippi River und nordwärts bis in den Bundesstaat Missouri. Dort gedeiht sie bevorzugt in den feuchten Niederungen der Everglades und anderen periodisch überschwemmten Standorten. Bekannt sind die Sumpfzypressen-Sümpfe des Mississippi-Deltas.
Südlicher in Mexiko und Guatemala findet man die verwandte Mexikanische Sumpfzypresse (Taxodium mucronatum).
Im Tertiär war  die Gattung Taxodium auch in Europa beheimatet und bildete mit anderen Bäumen die Grundlage der Braunkohlevorkommen im Rheinischen Braunkohlerevier.
In europäischen Gärten und Parks ist die Echte Sumpfzypresse nicht selten anzutreffen. Sie benötigt zum guten Gedeihen jedoch warme Sommer.

## Standort
Die Echte Sumpfzypresse bevorzugt feuchte Böden, sie kann aber auch Trockenheit vertragen. Häufig wird sie an Gewässerufern gepflanzt und gedeiht oft auch in seichten Gewässern stehend, wo sie dann markante Atemknie (Pneumatophoren) ausbildet, die in der Funktion den Brettwurzeln tropischer Bäume vergleichbar sind. Die Atemknie erinnern im Aussehen an Termitenhügel und werden bis 40 cm hoch. Innen enthalten sie ein schwammiges Gewebe, das die Durchlüftung der im Wasser stehenden Wurzeln fördert. Diese Wurzeln sollen jedoch auch der Verankerung der Bäume im Boden dienen. Es kommt auch zur Ausbildung von Adventivwurzeln.
Als Parkbaum in Ufernähe wurde die Sumpfzypresse in Deutschland besonders von Lenné bevorzugt. Sehr schöne alte Exemplare gibt es am Schweriner See. Sie wachsen besonders gut im Erlenbruchwald und zeigen, dass die Art das einheimische Klima sehr gut verträgt. Das wertvolle Holz lässt eine forstwirtschaftliche Nutzung attraktiv erscheinen.

## Feinde
In den USA werden Sämlinge der Sumpfzypresse durch die eingeschleppten Nutrias bedroht.